# Getronics
Getronics ist ein international tätiges Unternehmen der Informations- und Kommunikationsbranche. Schwerpunktmäßig ist das Unternehmen auf Dienste des Arbeitsplatzmanagements spezialisiert. Es ist gegenwärtig in 13 Ländern vertreten und hat Kunden weltweit in über 90 Ländern. Der Hauptsitz der Organisation, die 1887 gegründet wurde, befindet sich in Amsterdam, Niederlande. Bei Getronics sind weltweit über 6.000 Mitarbeiter beschäftigt.

## Geschichte
1999 übernahm Getronics Wang Global und benannte es in Getronics North America um. 2008 verkaufte man Getronics North America an CompuCom. 2005 expandierte Getronics mit einer Ausweitung auf Sicherheitsprogramme durch den Erwerb der Unternehmen PinkRoccade und RedSiren.
2006 wurden die Getronics Tochtergesellschaften in Österreich, Polen, Tschechischen Republik und Slowakischen Republik von der österreichischen Kapsch Gruppe übernommen und in die jeweiligen regionalen Kapsch Unternehmen integriert (in Österreich in die Kapsch BusinessCom AG). 2007 wurde Getronics (Deutschland) von KPN übernommen. 
2012 hat die Aurelius AG das Unternehmen gekauft. Im September 2014 übernahm Aurelius die Individual Desktop Solutions GmbH (IDS) von T-Systems und integrierte die Gesellschaft als Getronics IDS GmbH.